# Rabicho

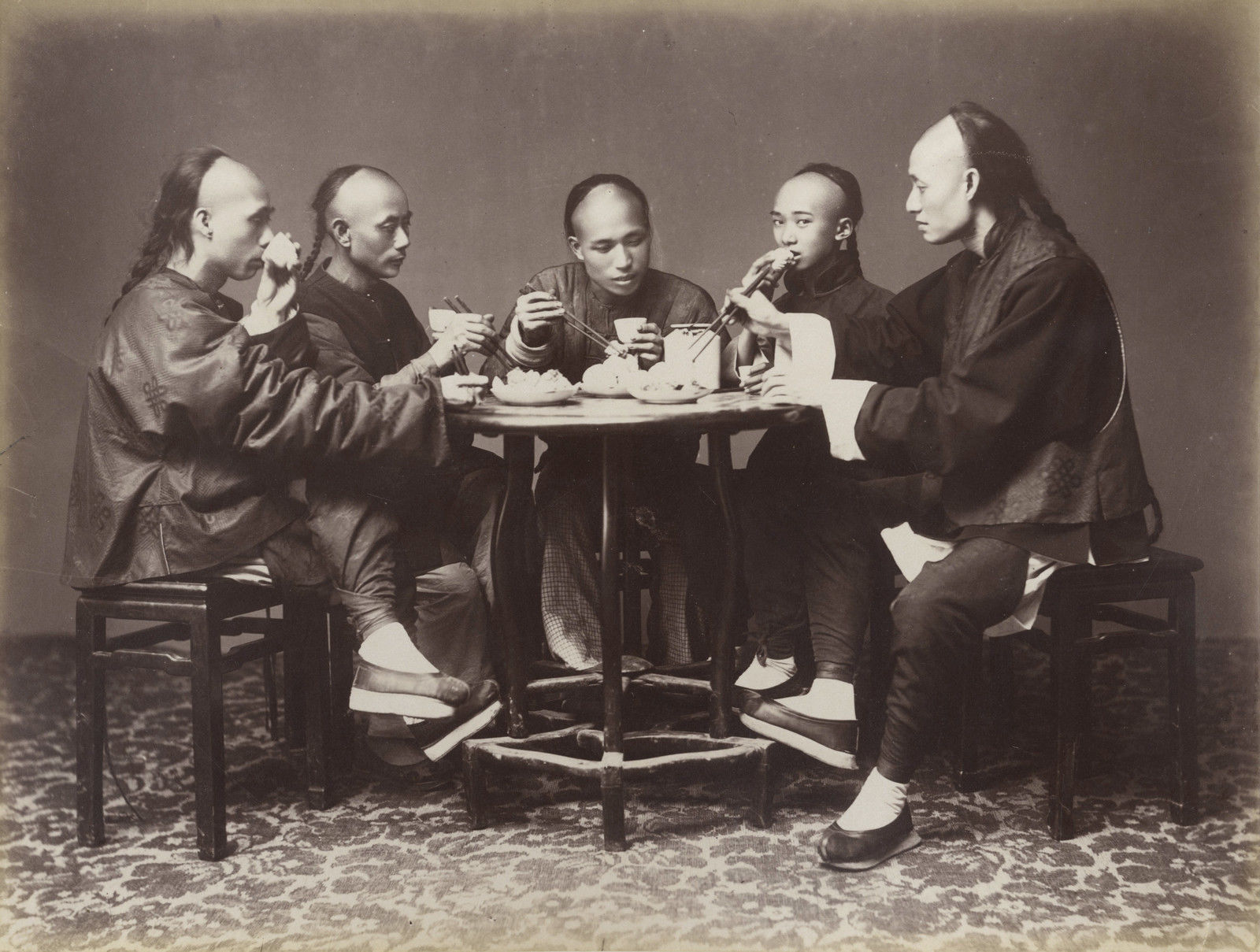
Homens sino-americanos com rabichos de cabelo em Chinatown, São Francisco, década de 1880

Um rabicho ou trança chinesa é um penteado usado pelos povos Jurchéns e Manchus da Manchúria, e mais tarde foi obrigado a ser usado por súditos masculinos da China Qing. O cabelo na parte superior do couro cabeludo cresce longo e geralmente é trançado, enquanto a parte frontal da cabeça é raspada. O penteado distinto fez com que seus usuários fossem alvos de tumultos anti-chineses na Austrália e nos Estados Unidos.
O decreto de tonsura que fez com que os chineses han e outros sob o domínio manchu abandonassem seus penteados tradicionais, o Tifayifu, encontrou resistência, embora as opiniões sobreo rabicho tenham mudado com o tempo. As mulheres Han nunca foram obrigadas a usar o cabelo no estilo manchu tradicional das mulheres, liangbatou, embora isso também fosse um símbolo da identidade manchu.